# Фишер фон Эрлах, Йозеф Эмануэль
Йозеф Эмануэль Фрайхерр Фишер фон Эрлах, также известный как Фишер фон Эрлах Младший (нем. Joseph Emanuel Freiherr Fischer von Erlach, auch genannt Fischer von Erlach der Jüngere; 13 сентября 1693, Вена — 29 июня 1742, Вена) — австрийский архитектор, мастер австрийского, или габсбургского, барокко и переходного стиля от барокко к неоклассицизму. Сын и ученик архитектора Иоганна Бернхарда Фишера фон Эрлаха Старшего.

## Биография
Йозеф Эмануэль был вторым сыном своего знаменитого отца, придворного архитектора Иоганна Бернхарда Фишера фон Эрлаха Старшего. Начинал обучение в мастерской отца и с 1711 года помогал ему в проектировании и строительстве многих зданий: Дворец Дитрихштейн, Дворец Траутзон, Здание Богемской придворной канцелярии, дворец Шварценбергов, а также помог завершить публикацию «Чертёж исторической архитектуры» (Entwurff Einer Historischen Architectur).
Фишер фон Эрлах Младший использовал советы Готфрида Вильгельма Лейбница, который проживал в Вене до 1714 года и дружил с отцом Йозефа Эмануэля. Получив от императора Карла VI дорожный грант, Фишер Младший в 1713—1714 годах совершил путешествие в Италию в сопровождении известного антиквара Франческо де Фикорони. С 1717 по 1719 год жил во Франции, общался с придворным архитектором Робером де Котом, архитектором Жерменом Бофраном и филологом Бернаром де Монфоконом. Он также был в Лейдене и Лондоне, где, возможно, встречался с Исааком Ньютоном.
Как отлично подготовленный архитектор и инженер-строитель, Фишер фон Эрлах Младший вернулся в 1722 году в Вену и в декабре 1722 года получил должность придворного архитектора. В своей деятельности он много внимания уделял техническим вопросам и инженерным проектам, в частности, конструированию паровых машин. В 1729 году Йозеф Эмануэль был назначен советником палаты императорского двора и все больше времени посвящал изобретению паровых машин и различных технических устройств для горнодобывающих шахт. За эту работу в 1735 году он был удостоен дворянского титула барона.
В 1727 году Йозеф Эмануэль женился на Марии Анне фон Дитрих, от которой у него было семеро детей. В своём доме в Вене он владел ценной коллекцией произведений искусства и обширной библиотекой. Его жена умерла в 1740 году. Йозеф Эмануэль Фишер фон Эрлах трагически погиб 29 июня 1742 года в возрасте сорока девяти лет в результате пожара в своём доме в Вене. Он оставил огромное состояние в 130 000 гульденов.

## Проекты и постройки
Йозеф Эмануэль Фишер фон Эрлах Младший продолжил некоторые из проектов своего отца, в первую очередь Карлскирхе, здание Придворной библиотеки и крыло зимней школы верховой езды Хофбурга. Он же занимался перепланировкой части Хофбурга до Михаэлерплац, реализованной лишь полтора века спустя, в 1889—1893 годах под руководством архитектора Фердинанда Киршнера в связи со сносом стоявшего посреди площади старого здания Бургтеатра. В 1728 году Фишер фон Эрлах заменил Иоганна Лукаса фон Хильдебрандта на строительстве крыла имперской канцелярии Хофбурга. К этому добавляются дворец Альтан в Вене на Ландштрассе, замки Экартзау и Торнталь.

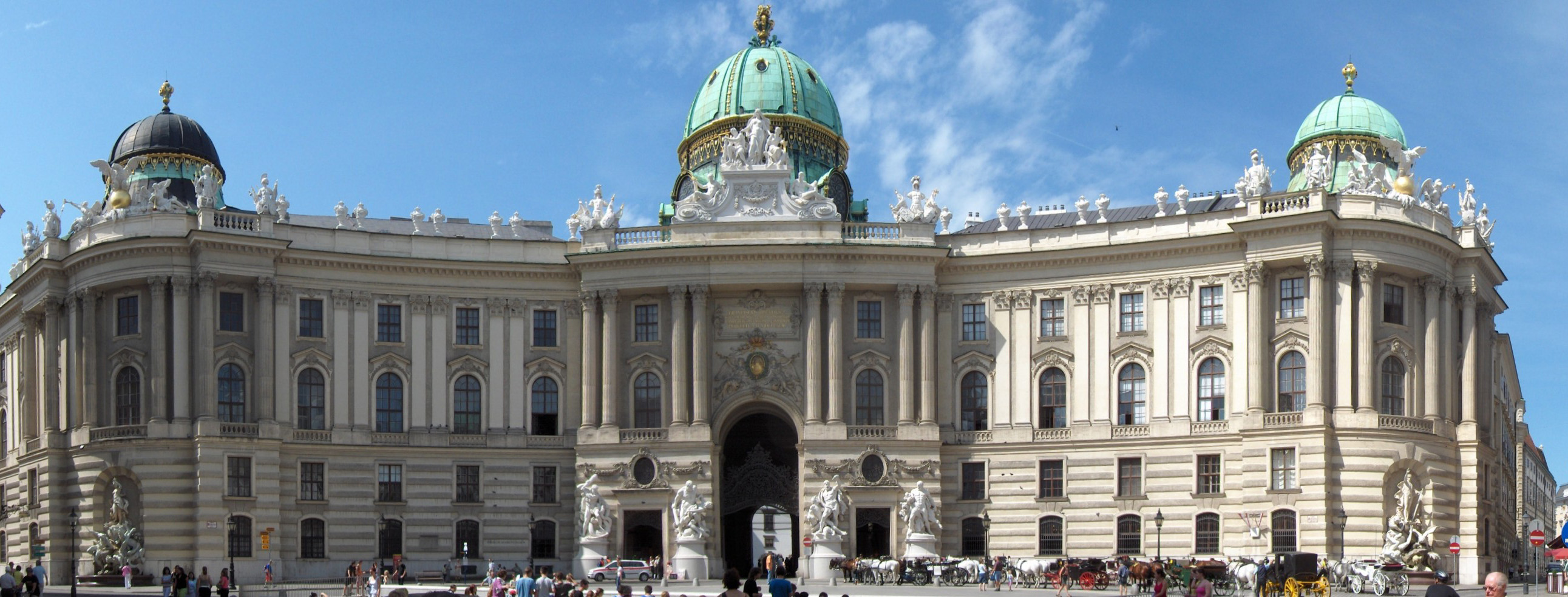
Северный фасад Хофбурга, известный как Михаэлертракт на Михаэлерплац. Вена
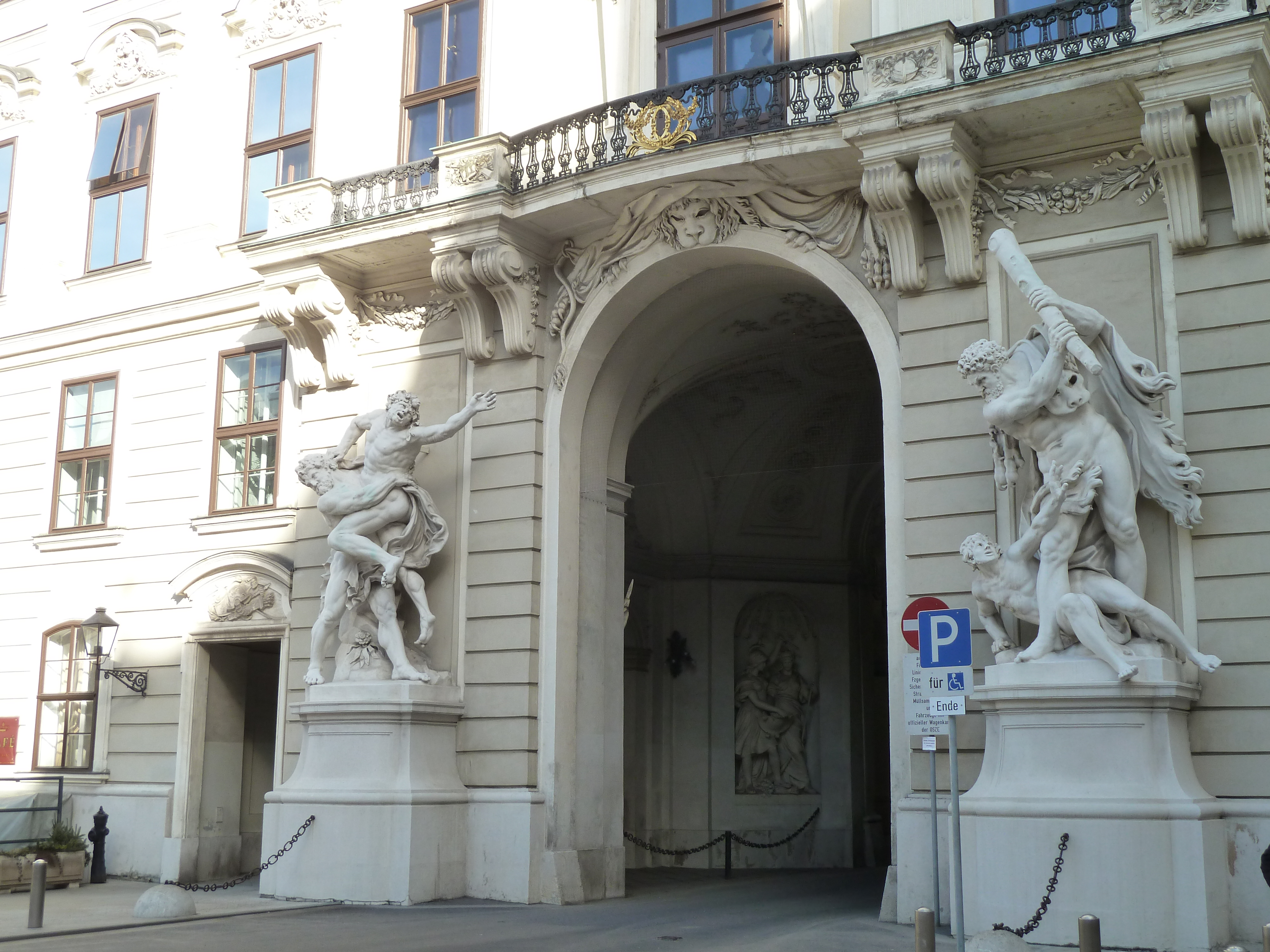
Михаэлертор. Вход во внутренний двор Хофбурга
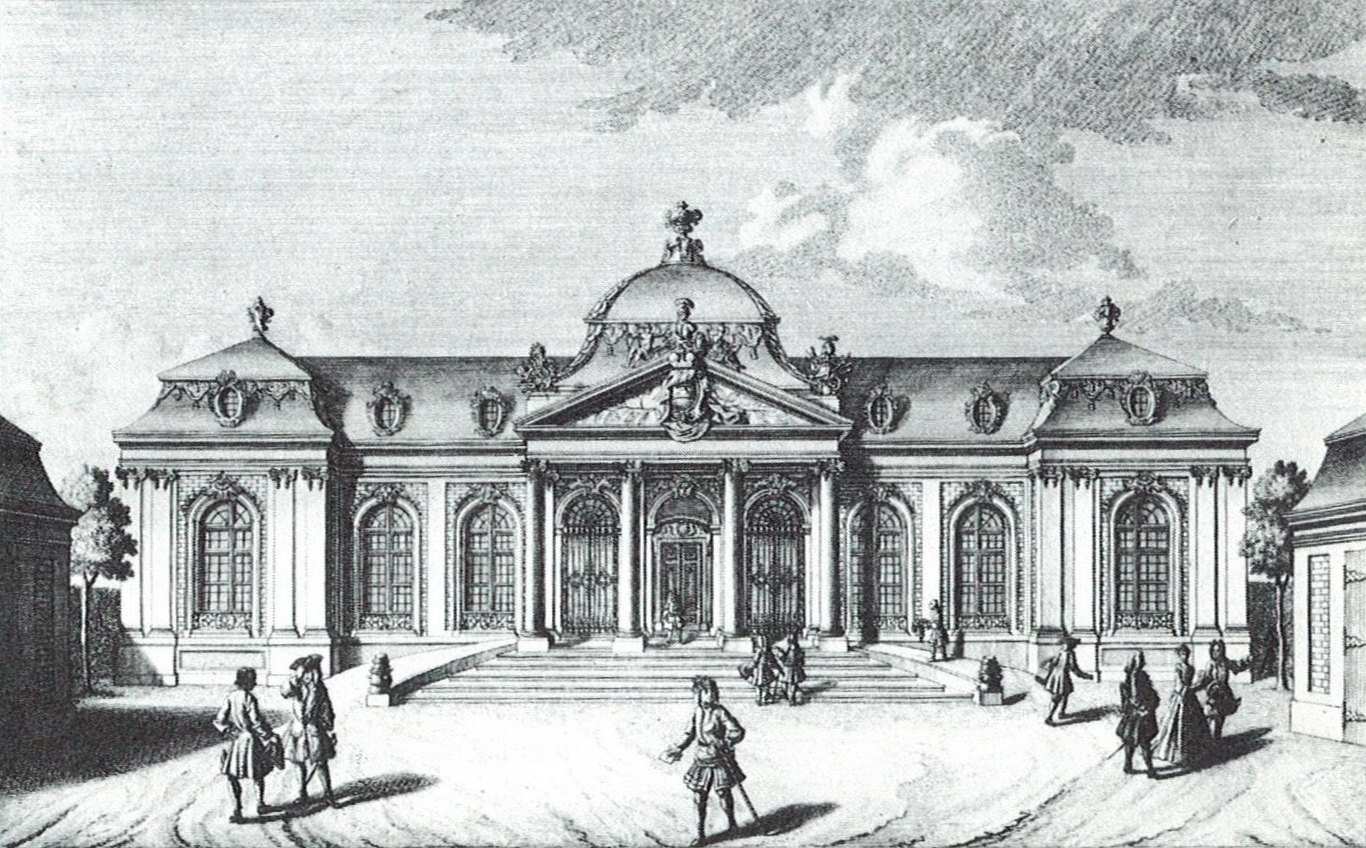
Дворец Альтан. Вена. 1732 (не сохранился)
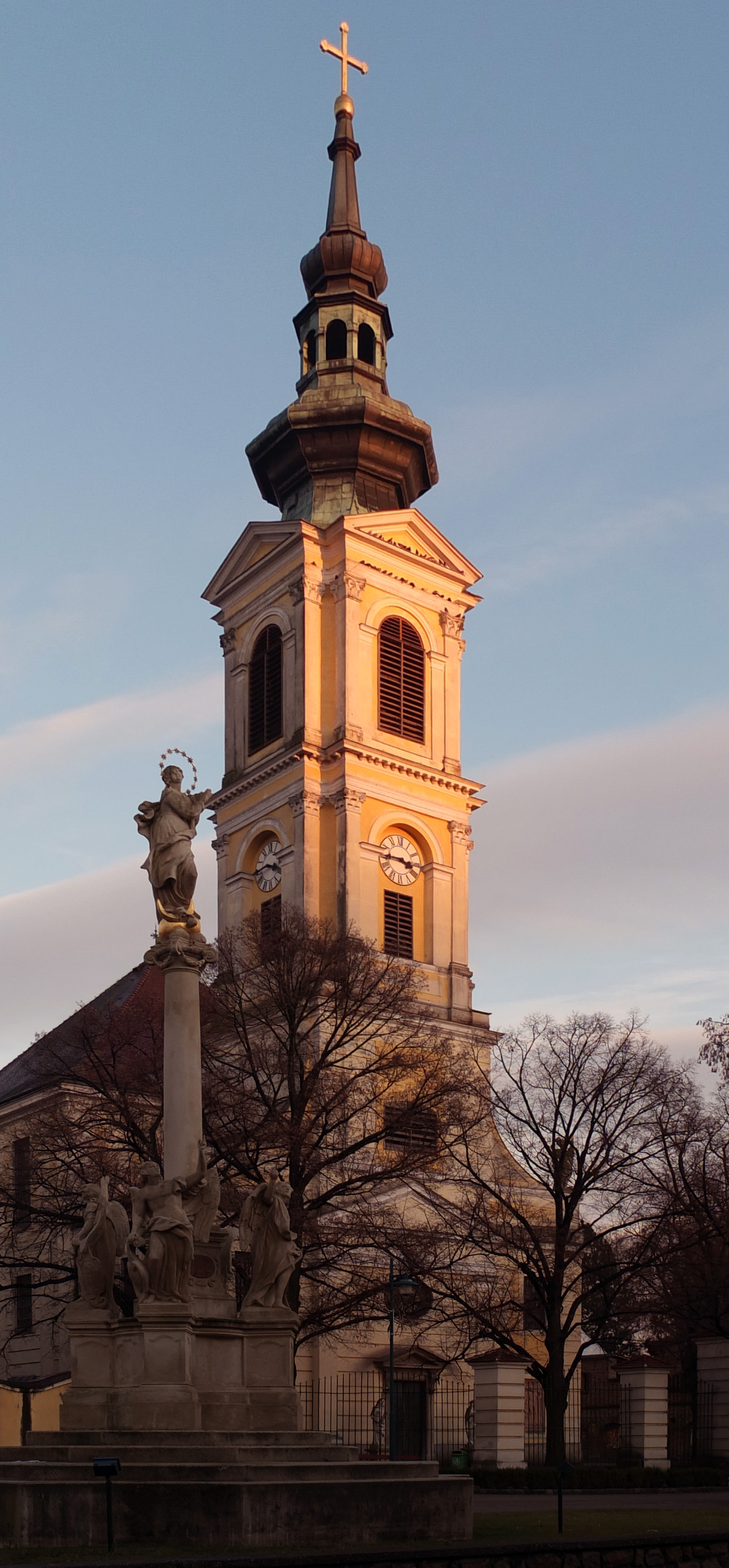
Приходская церковь Св. Георгия. Гросвайкерсдорф. Ок. 1720 г.
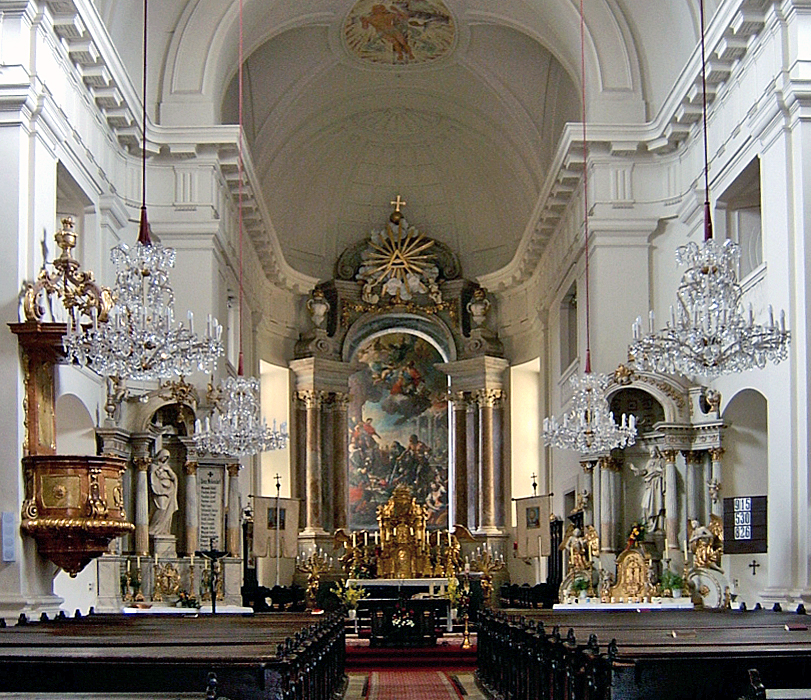
Интерьер церкви
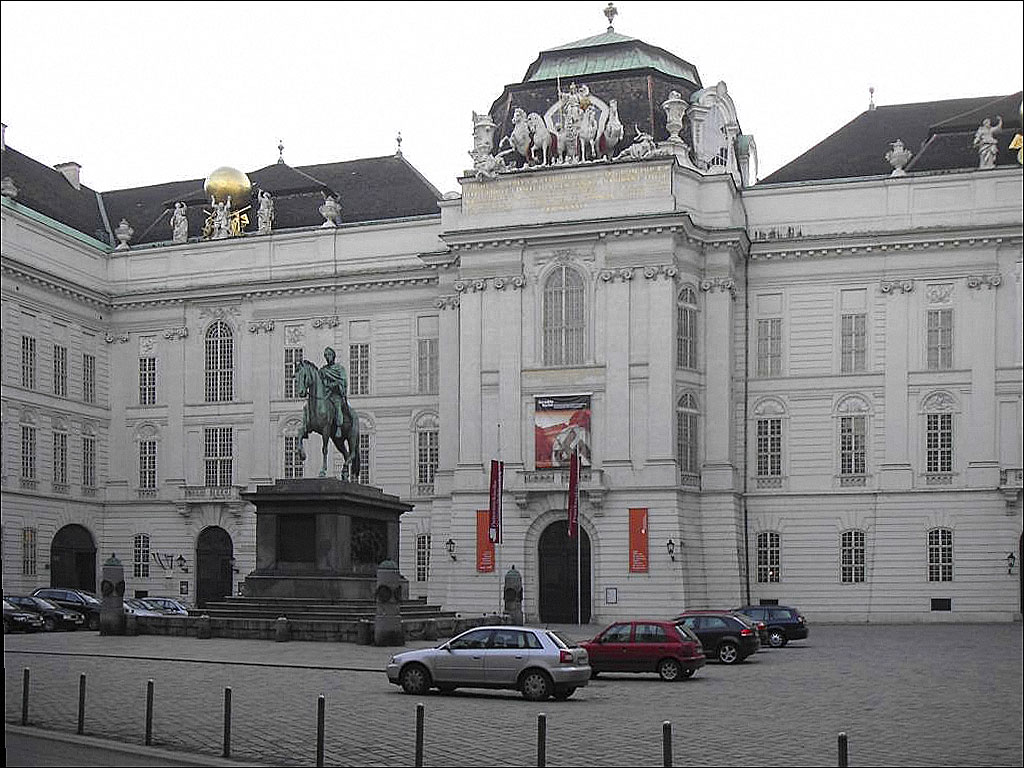
Здание Австрийской национальной библиотеки. Вена
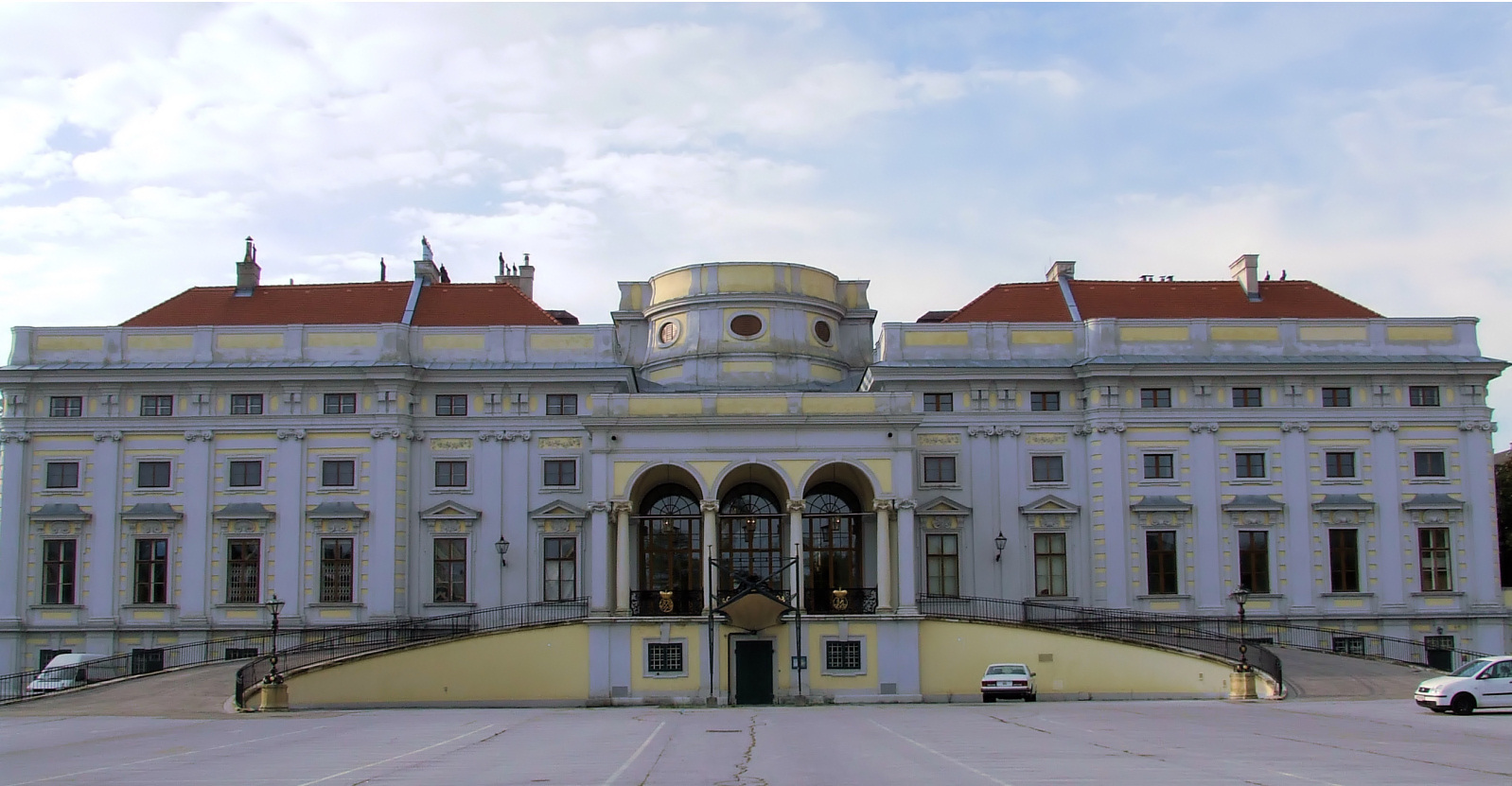
Дворец Шварценбергов. Вена. 1728
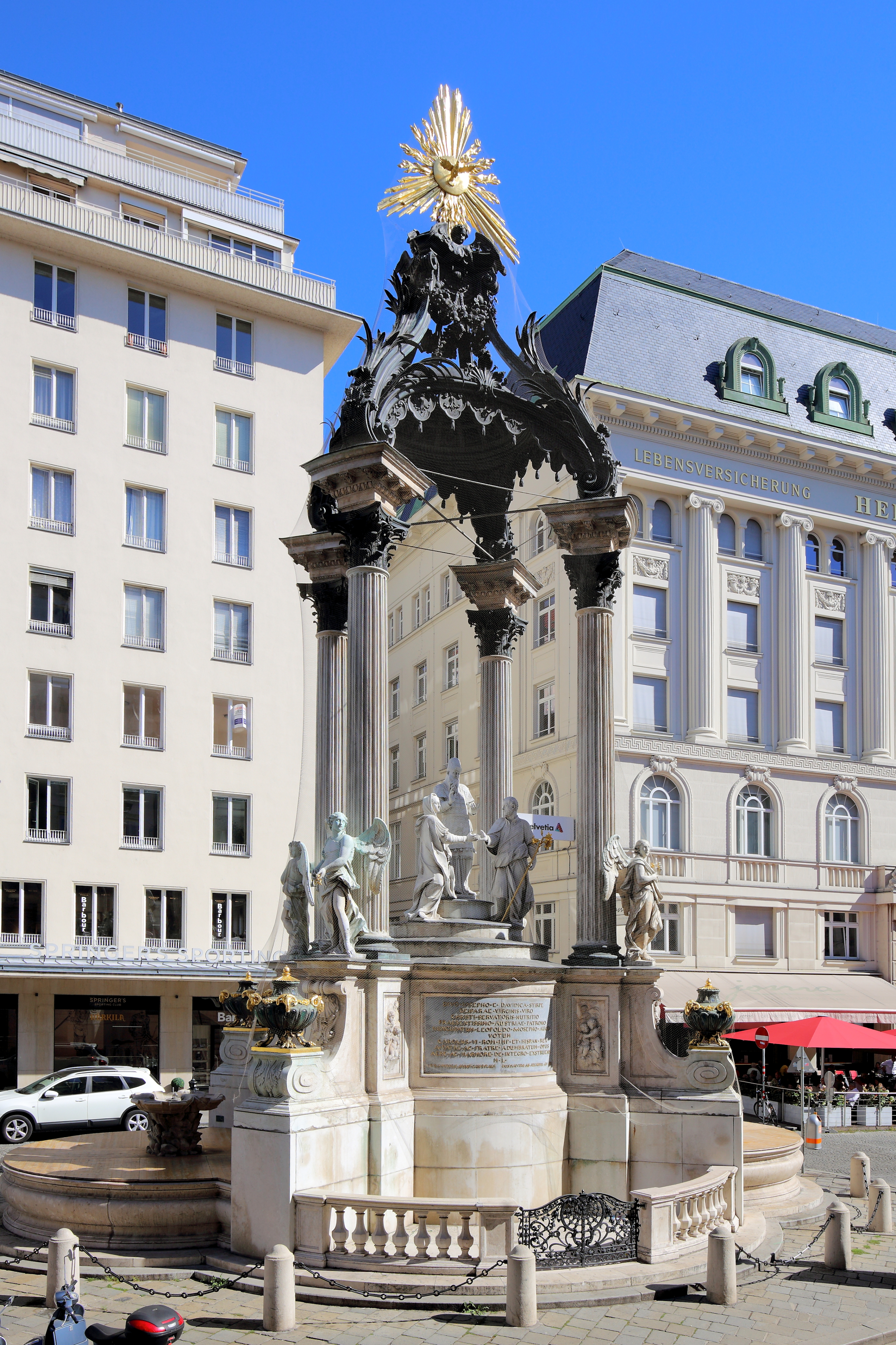
Фонтан бракосочетания. «Высокий рынок» в Вене. 1729—1732
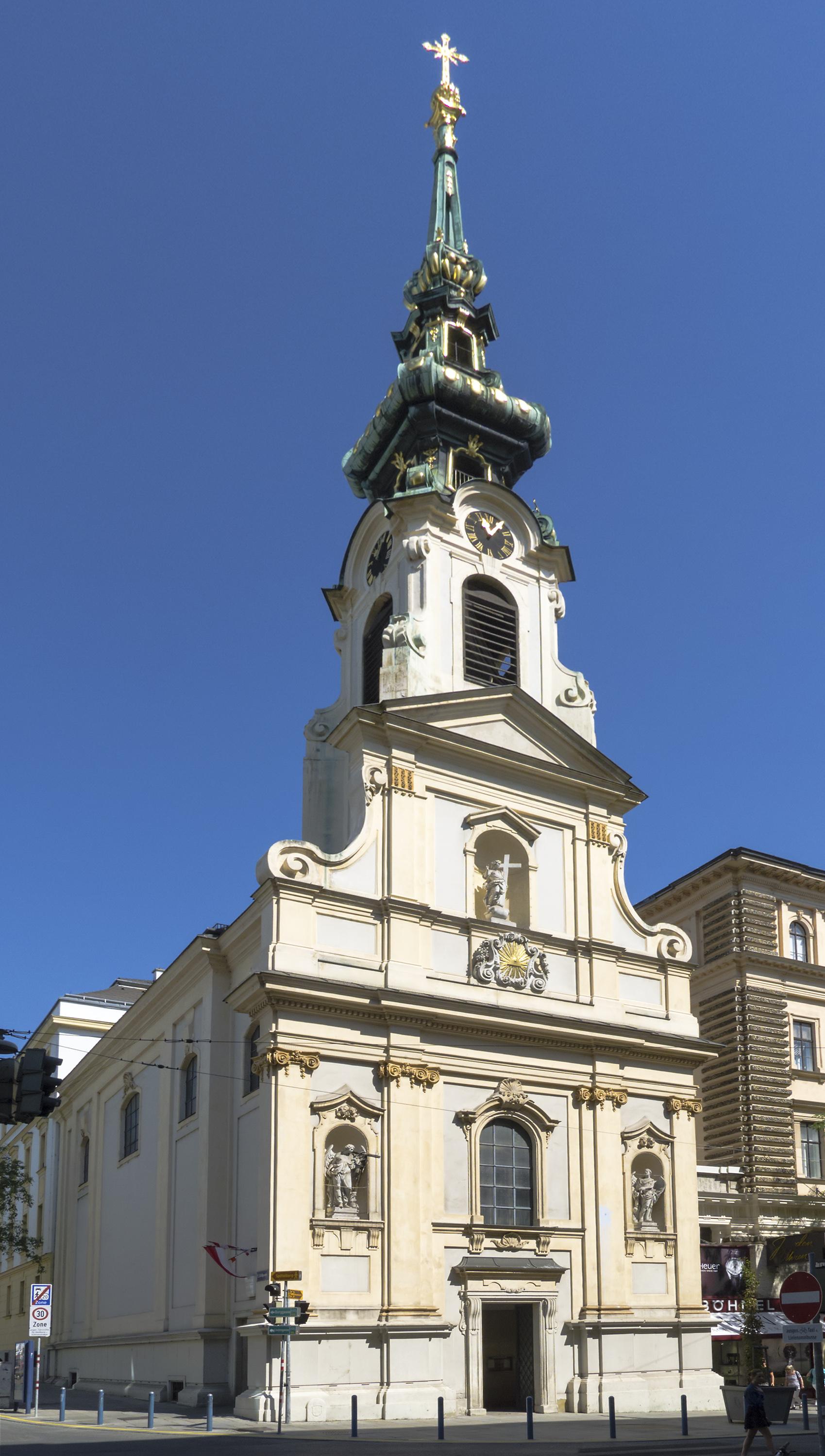
Обетная церковь. Вена
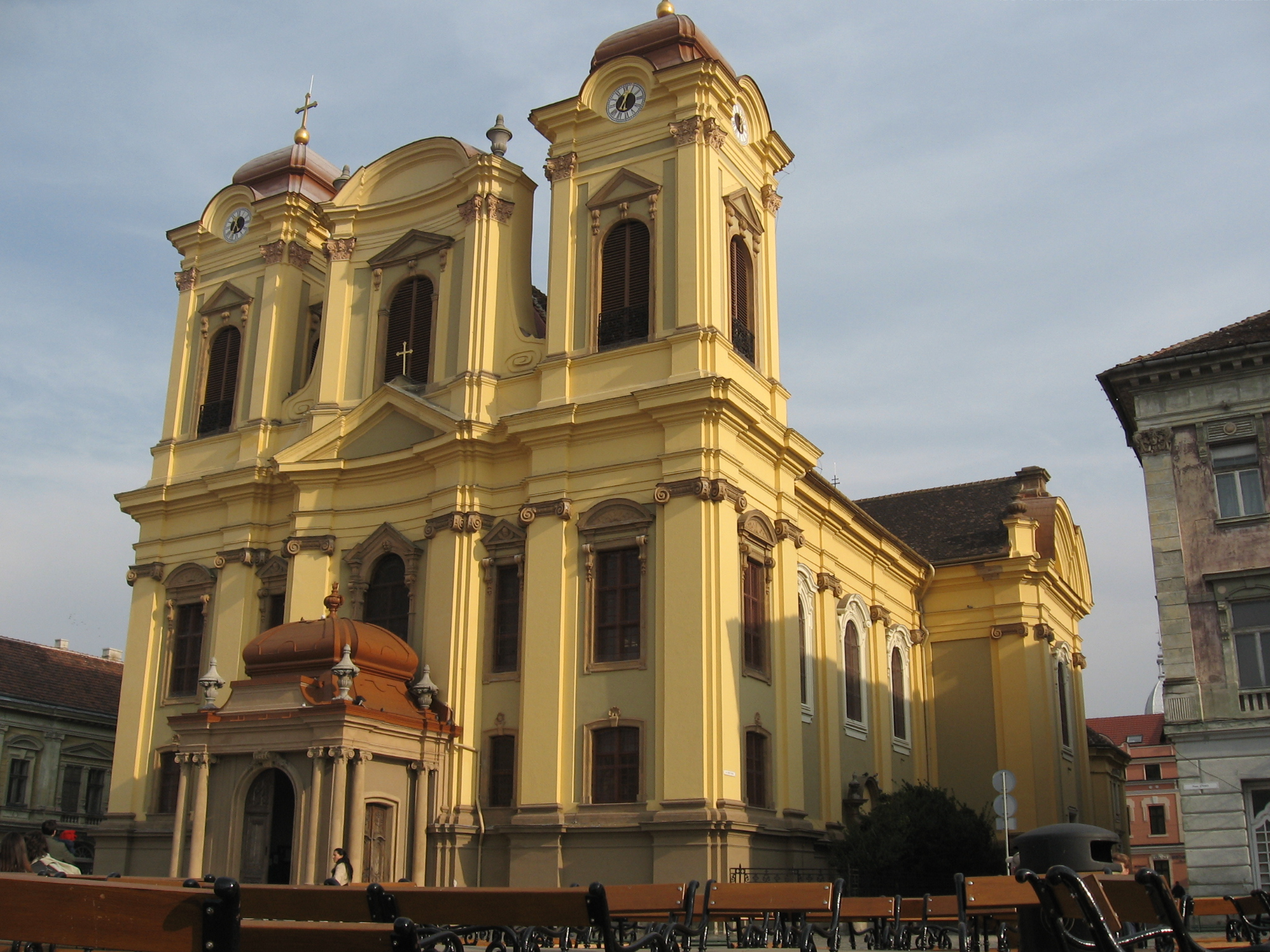
Католический собор Святого Георгия в Тимишоара, Румыния. 1732